# Goshogawara

Goshogawara (五所川原市; -shi) é uma cidade japonesa localizada na província de Aomori e na região de Tohoku.
Em 2003 a cidade tinha uma população estimada em 48 889 habitantes e uma densidade populacional de 292,99 h/km². Tem uma área total de 166,86 km².
Recebeu o estatuto de cidade a 1 de Outubro de 1954.